# Uniwersytet ludowy
Uniwersytet ludowy – pozaszkolna, autonomiczna placówka, w większości z internatem, realizująca ideę holistycznego kształcenia i uczenia się przez całe życie; oparta na upodmiotowieniu wszystkich partnerów interakcji edukacyjnej, „żywym słowie” i samorządności wychowanków. Przez dziesięciolecia uniwersytety ludowe związane były ze środowiskami wiejskimi, dziś są adresowane w wielu krajach także do szerszych kręgów odbiorców.

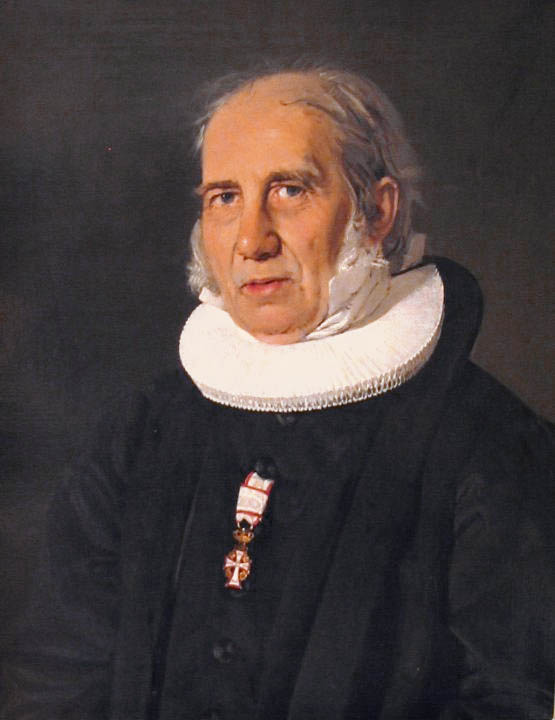
Pastor Nikolai Frederik Severin Grundtvig, który założył pierwszy uniwersytet ludowy

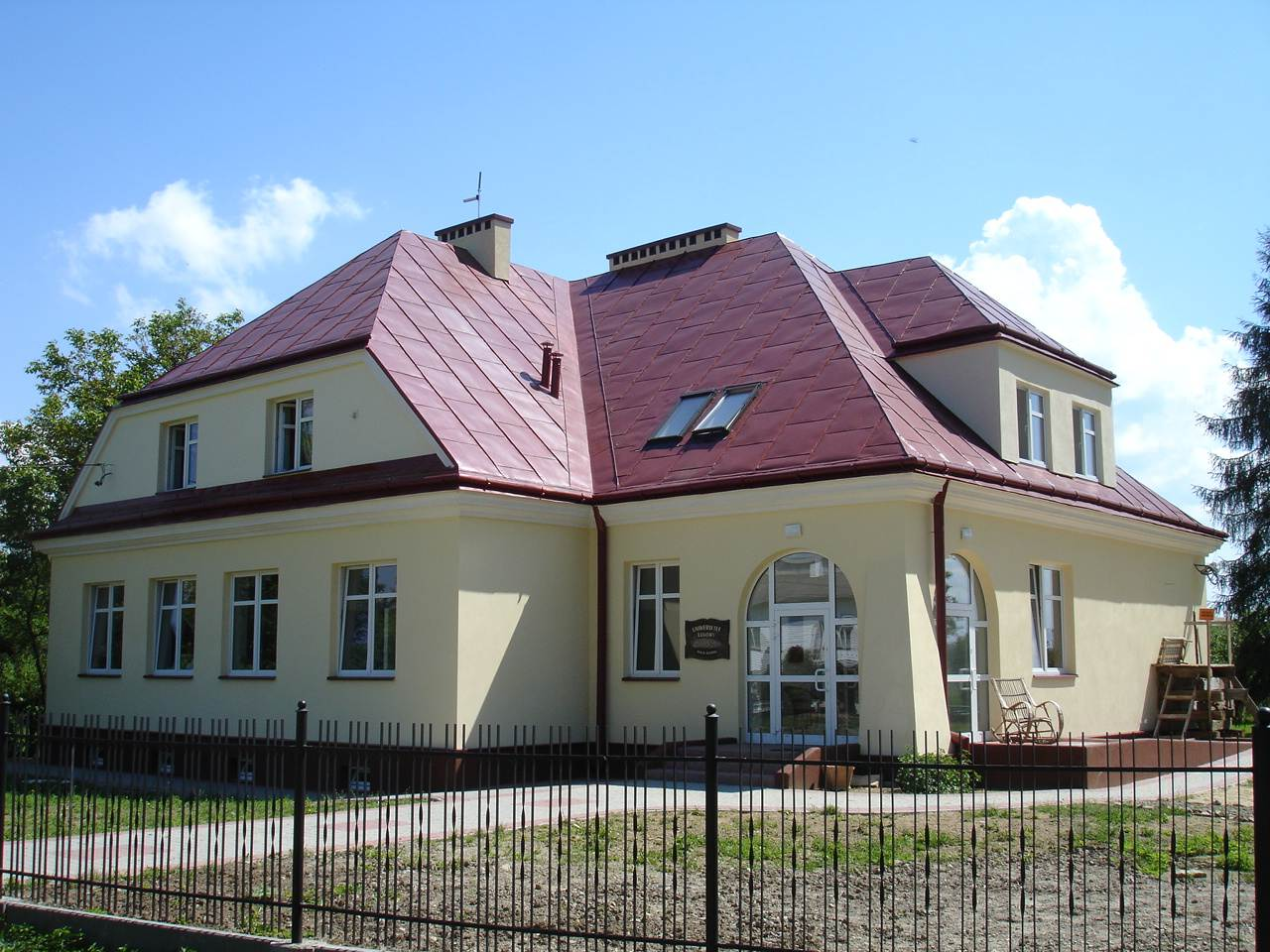
Uniwersytet Ludowy Rzemiosła Artystycznego w Woli Sękowej

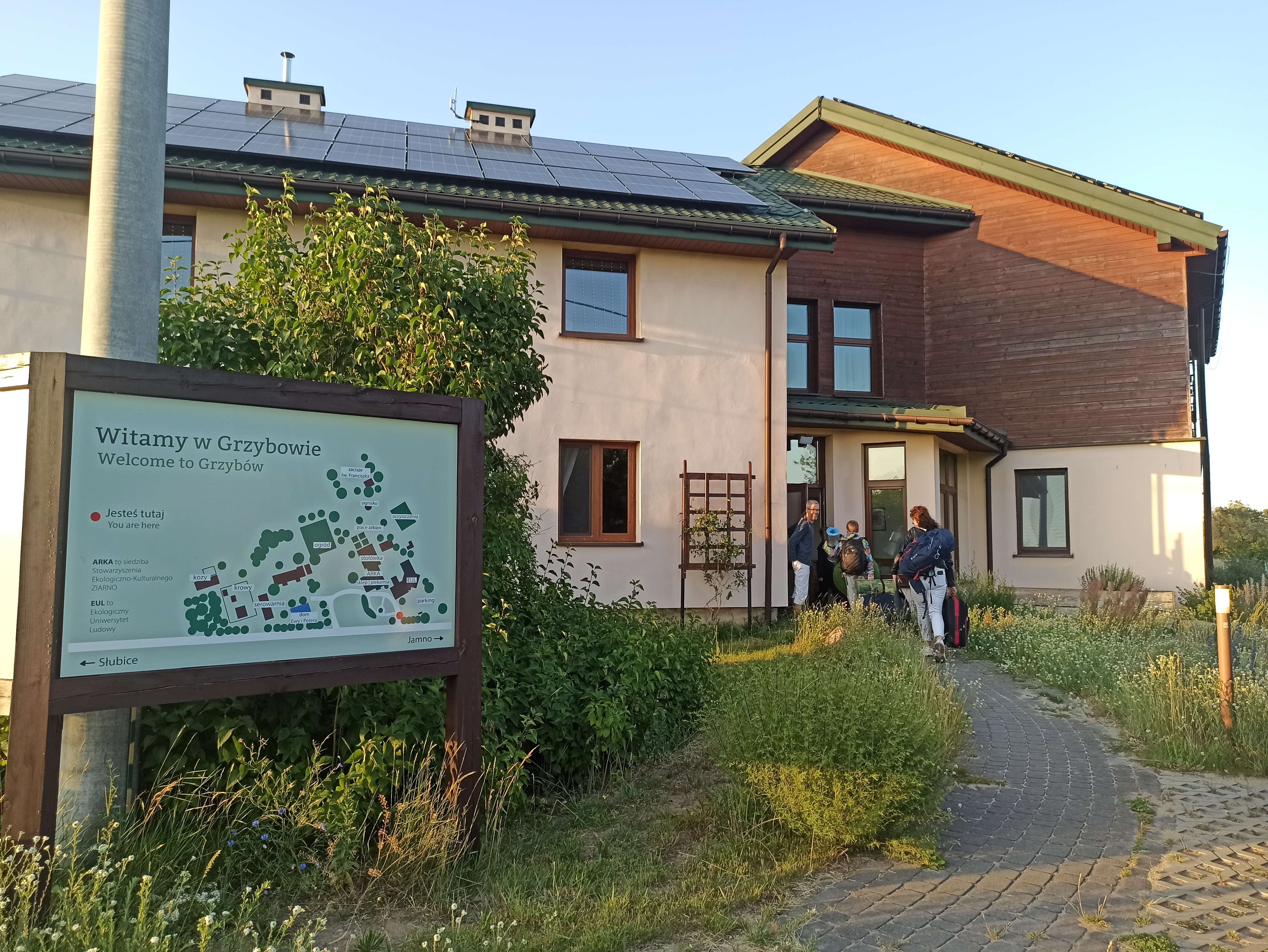
Ekologiczny Uniwersytet Ludowy w Grzybowie

Uniwersytet ludowy dzisiaj, to placówka edukacji obywatelskiej, której założenia oparto na skandynawskich – głównie Grundtvigiańskich tradycjach. W Polsce wyraźnie zaznaczają się dwa nurty rozwojowe: katolicki i świecki. Pierwszy z nich w dużej mierze nawiązuje do koncepcji ks. Antoniego Ludwiczaka, drugi zaś często przywołuje założenia wypracowane przez inż. Ignacego Solarza.
W odróżnieniu od uniwersytetu ludowego, uniwersytet powszechny to uczelnia o zróżnicowanej organizacji i programie nauczania. Przeznaczona jest dla wszystkich osób, bez względu na ich wiek czy posiadane wykształcenie. Głównym celem uniwersytetu powszechnego jest popularyzacja wiedzy wśród szerokich kręgów społecznych oraz kształcenie w różnych dziedzinach i na różnych poziomach edukacji. Uniwersytety powszechne kształcą i rozwijają intelekt, zatem cele wychowawcze muszą zejść na plan dalszy.
W niektórych językach obcych wciąż używa się jednej nazwy na określenie uniwersytetu ludowego i powszechnego. Przyczynia się to do nieporozumień w tłumaczeniach oraz jest częstą przyczyną błędów.
Uniwersytety ludowe są jedną z form organizowania pozaszkolnej edukacji młodzieży i dorosłych. Ich idea zapoczątkowana została w Danii w XIX wieku przez Mikołaja Fryderyka Seweryna Grundtviga. Jego hasło „szkoły dla życia” doskonale wpisało się w ideę uniwersytetów ludowych. Głównymi ich celami miało być:
- wychowanie obywatelskie i rozbudzanie świadomości międzykulturowej,
- przeciwdziałanie marginalizacji społecznej,
- propagowanie wiedzy o kraju i regionie,
- edukacja środowiskowa,
- szerzenie nowoczesnej oświaty rolniczej,
- szeroko rozumiana animacja społeczno-kulturalna środowisk lokalnych.

Od XIX wieku nastąpiły liczne zmiany w funkcjonowaniu uniwersytetów ludowych, choć sama idea wciąż nawiązuje i sięga do tradycji. Uniwersytety ludowe z jednej strony czerpią inspiracje z początków ich istnienia, z drugiej natomiast strony są bardzo elastyczną formą edukacyjną, która doskonale dostosowuje się do potrzeb edukacyjnych konkretnych środowisk.

## Historia
Zasugerowano, aby ta sekcja została przeniesiona do artykułu Historia uniwersytetów ludowych. (dyskusja)

### Dania
Pomysł stworzenia formuły uniwersytetów ludowych narodził się i upowszechnił w XIX-wiecznej Danii. Wymyślono tam wówczas nowatorski pomysł oparcia edukacji o takie aspekty, jak: wspólny pobyt w internacie, samorządność i odpowiedzialność członków wspólnoty edukacyjnej, partnerstwo na linii wychowawca – wychowanek, wykorzystanie doświadczeń życiowych, „żywe” słowo itp. Pomysł szybko zyskał poparcie w całej Skandynawii, a potem również w innych krajach świata, jak choćby w Niemczech, Szwecji czy Polsce. Ważny jest również fakt, iż uniwersytety ludowe wykazują ścisły związek z sytuacją społeczną i polityczną w kraju.
Do roku 1849 Dania była krajem, gdzie panowała zasada absolutyzmu, czyli zasada budowana na różnicach. Przejawiała się ona między innymi w podziale na ludzi należących do tzw. „elity”, którzy byli „włączeni”, czyli mieli dostęp do wszelkiej władzy i przywilejów oraz na ludzi „wykluczonych”, czyli niemających możliwości korzystania z praw i wolności elity. Sytuacja zaczęła się jednak powoli zmieniać. Pozytywne zmiany, takie jak: reforma rolna, ustawa o szkolnictwie powszechnym, rozwój ruchu religijnego czy stabilna tendencja wzrostu cen na produkty rolne dały początek ewolucji i nadzieję na rozwój. Stanowiły również podstawę rewolucji oświatowej spowodowanej przez uniwersytety ludowe. Poza tym na powstanie i rozwój uniwersytetów ludowych istotny wpływ miały też dwa główne wydarzenia mające miejsce w państwie duńskim. Pierwszym z nich było przyjęcie przez Danię w 1849 r. Konstytucji Demokratycznej, której następstwem była konieczność edukacji społeczności wiejskiej. Drugim wydarzeniem była utrata jednej trzeciej terytorium w 1864 r., co spowodowało pojawienie się potrzeby rozwijania w społeczeństwie duńskim uczuć patriotycznych i ducha narodowego.
Pomysłodawcą szkoły ludowej był M. F. S. Grundtvig, który interesując się kondycją duńskiego społeczeństwa pragnął stworzyć dla niego szkołę która „oświeciłaby” człowieka na temat warunków jego życia w narodzie oraz na temat uniwersalnych warunków życia człowieka. Tak właśnie powstała idea stworzenia szkoły wyższej – „Szkoły dla Życia”. Szkoła ta miała być prowadzona przez państwo, a za cel postawiono jej oświecenie wszystkich warstw społecznych narodu. Koncepcja takiej właśnie szkoły nie została niestety zrealizowana. Zwolennicy koncepcji Grundtviga stali się jednak promotorami instytucji oświatowych przeznaczonych głównie dla ludności wsi. Wcielając w życie idee, pomysłodawcy doprowadzili do powstania instytucji, które z czasem nazwano uniwersytetami ludowymi.
Z czasem placówki te przyczyniły się do wprowadzenia kultury ludowej do kultury narodowej, dzięki czemu uczyniły ją równoważną kulturze miejskiej – kulturze elit intelektualnych. Zapoczątkowały też przekształcanie społeczeństwa duńskiego w nowoczesne, demokratyczne społeczeństwo o większym stopniu równości jednostek niż miało to miejsce wcześniej. Pierwszy Uniwersytet Ludowy powstał we wsi Rødding w północnym Szlezwiku, dnia 7 listopada 1844 roku. Jego dyrektorem był Christian Flor. Celem uniwersytetu było podźwignięcie zrujnowanej wsi oraz kultywowanie języka duńskiego i historii Skandynawii.

### Szwecja
Nieco innym charakter niż duńskie uniwersytety ludowe miały uniwersytety w Szwecji.
Szwedzkie uniwersytety ludowe rozpoczęły swą działalność w 1868 r., kiedy założono placówki w Hvilan, Önnestad, i Lunnevad. Wyrosły one na gruncie klimatu kulturowego, gdzie ideałem dobrej rodziny rolnika była rodzina, w której ojciec był liderem, natomiast „gwiazdą przewodnią” była miłość do narodu z monarchią i kościołem.
Podstawą do zakładania uniwersytetów ludowych była potrzeba zdobycia przez rolnika cennych umiejętności oraz wiedzy przez ludność wiejską. Ideologia placówek wyrosła z liberalizmu, chrześcijańskiego humanizmu oraz myślenia epoki Oświecenia. Głównym zadaniem uniwersytetów była edukacja i wychowanie młodzieży na dobrych obywateli i rolników w myśl ideałów wyżej wymienionych nurtów. Wśród pionierów, którzy odegrali ważną rolę w zakładaniu uniwersytetów ludowych, należy wymienić takie osoby, jak: Torsten Rudenschöld, Ola Andersson czy Sven Nilsson. Niewielką rolę odegrał tu Duńczyk, ogromną natomiast rolę odegrał Hans Larsson, który był odpowiednikiem Grundtviga na gruncie szwedzkim. Larsson nadał uniwersytetom ludowym charakter instytucji samokształcenia i kantyzmu.
Należy podkreślić, że szwedzkie uniwersytety ludowe różniły się znacznie od uniwersytetów duńskich. Różnica ta polegała głównie na tym, że uniwersytety szwedzkie kładły większy nacisk na pozyskiwanie wiedzy faktograficznej, na nauki społeczne, praktyczne doświadczenie zawodowe oraz nauki przyrodnicze. Kształciły intelekt, podczas gdy uniwersytety duńskie próbowały kształtować ucznia.
W Szwecji można wyróżnić trzy typy własności uniwersytetów ludowych. Pierwszy typ to uniwersytety prowadzone przez lokalne stowarzyszenia. Drugi typ stanowią uniwersytety będące własnością władz lokalnych, natomiast trzeci typ własności to szkoły ruchu, czyli uniwersytety prowadzone przez pozarządowe ruchy społeczne.
Obecnie uniwersytety ludowe odgrywają ogromną rolę w pomocy osobom bezrobotnym, z niepełnosprawnością oraz imigrantom. Stwarzają one wielkie szanse na indywidualny rozwój i zdobycie wykształcenia. Oferują szeroki zakres kursów, jak na przykład: kursy ogólne o różnych profilach, kursy specjalistyczne o różnych profilach czy kursy eksternistyczne. Uniwersytety ludowe w Szwecji stanowią obecnie zintegrowany komponent edukacji dorosłych, który funkcjonuje w ramach całego systemu.

### Stany Zjednoczone
W Stanach Zjednoczonych najbardziej znaczącym historycznie ośrodkiem był Highlander Folk School (obecnie: Highlander Research and Education Center) założonym na Południu Stanów Zjednoczonych, w stanie  Tennessee przez Mylesa Hortona w 1932 roku. Ta szkoła była inspirowana wzorem duńskim. Jak opisał w autobiografii, podczas pobytu w Danii, Horton uczył się m.in. w Johan Borups Højskole i International People’s College, a także odwiedzał inne uniwersytety ludowe. Nauczył się także języka duńskiego na tyle, żeby prowadzić wywiady z osobami zaangażowanymi w starsze szkoły, bliższe idei Grundtviga, bo zależało mu na organizacji takiego miejsca, które wesprze demokrację, a nie rozwój zawodowy uczestników. W odróżnieniu od oryginału Highlander dedykowany był robotnikom.
Myles Horton i Paulo Freire dyskutowali nad problemem utrzymania prymatu edukacji wolnej od szkolnych ograniczeń nad działalnością organizacyjną i mobilizacją społeczną, bo cele tych działalności nie zawsze są zbieżne. Okazało się to jednym z wyzwań w ruchu edukacji ludowej, gdy po czasie ujawnia się nadreprezentacja absolwentów szkoły wśród aktywistów, jak miało to miejsce w ruchu związkowym na Południu Stanów Zjednoczonych i w ruchu praw obywatelskich. Uważali za niekorzystne, że powoduje to postrzeganie takiej edukacji jako zaledwie szkolenia działaczy, choć jest to efekt uboczny szkoły dla życia.
Highlander odegrał znaczącą rolę w historii Stanów Zjednoczonych, ponieważ wielu prominentnych działaczy ruchu anty-rasistowskiego przeszło przez szkołę, w tym Rosa Parks, która zasłynęła organizacją bojkotu prawa sankcjonującego segregację rasową, symbolicznie odmawiając ustąpienia miejsca w autobusie. Highlander przyczynił się także do odrodzenia muzyki ludowej w Stanach Zjednoczonych. Wpływ Highlandera na kulturę zawdzięcza działalności Zilphia Mae Horton z d. Johnson, która w Highlanderze dbała o podtrzymanie tradycji śpiewania. Pisała piosenki, wykonywała je i odświeżała charakterystyczne dla uniwersytetów ludowych śpiewniki.
Wspólne śpiewanie pomagało przezwyciężyć różnice między uczestnikami i odprężało ich przed zajęciami. Strategicznym celem publicznego wykonywania pieśni protestu oraz hymnów było wzbudzenie empatii u ludzi władzy tak, żeby zasiadali do negocjacji płacowych. Zilphia przygotowywała instrukcje dla osób wprowadzających nowe pieśni, tak żeby rozbudzały emocje od pierwszego ich wykonania, jeszcze na etapie uczenia się ich. Dzięki niej w Highlanderze dopracowano i adaptowano na potrzeby ruchów społecznych takie pieśni protestu jak: „We Shall Overcome”, „This Little Light of Mine”, „I Shall Not Be Moved”.

### Polska

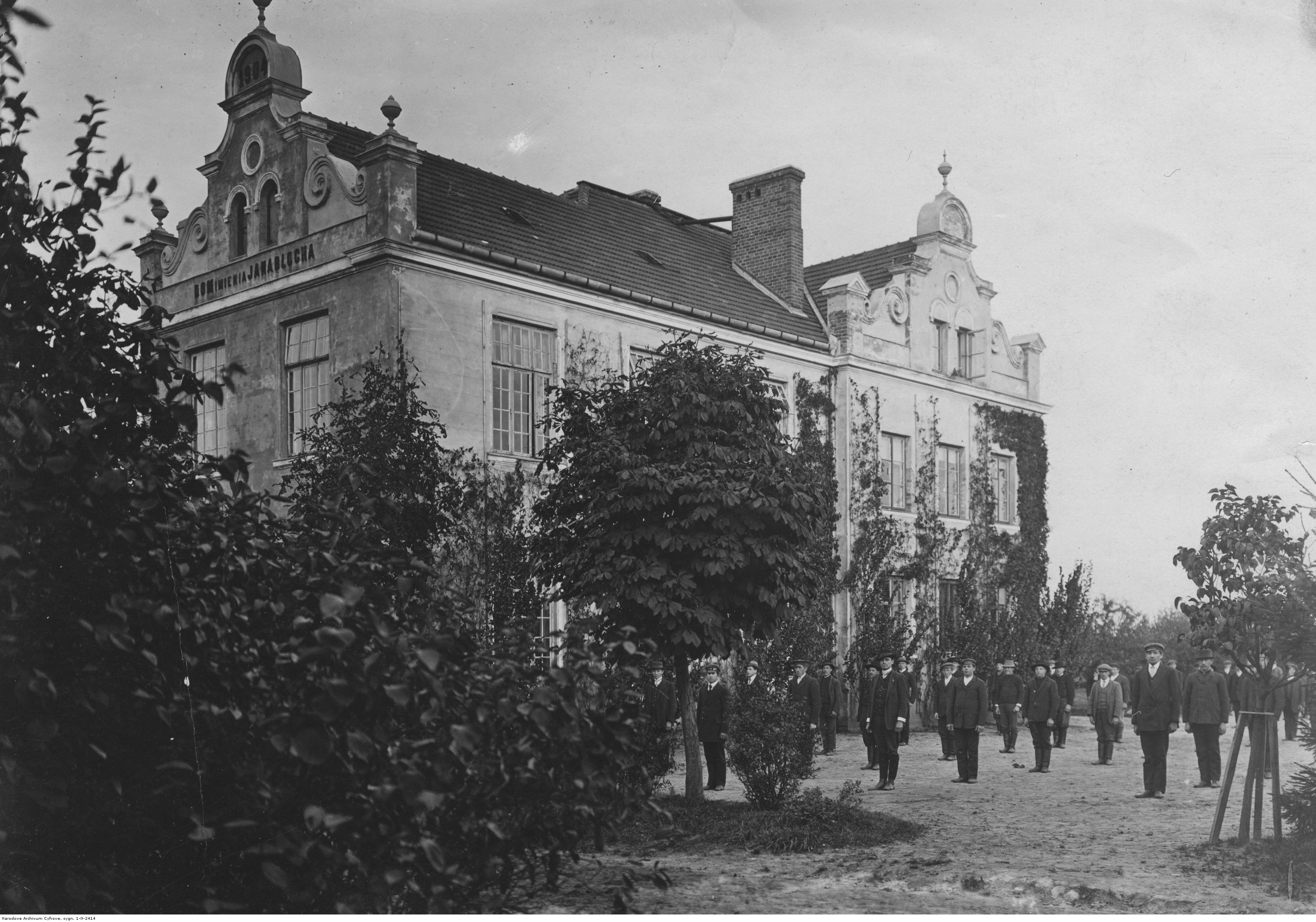
Ludowa Szkoła Rolnicza w Pszczelinie, dwudziestolecie międzywojenne

Na polski ruch uniwersytetów ludowych znaczący wpływ wywarł pierwowzór duński. Pierwsze uniwersytety ludowe na ziemiach polskich zaczęły powstawać w zaborze rosyjskim. Symboliczną datą, uważaną za rozpoczęcie działalności tychże placówek, jest rok 1900, w którym nastąpiło otwarcie fermy ogrodniczej w Pszczelinie. Kierownikiem szkoły była Jadwiga Dziubińska. Zadaniem placówki, poza przygotowaniem słuchaczy do nowoczesnego gospodarowania na roli, było również wychowanie przyszłych przywódców społeczności lokalnej, co należało dobrze ukrywać przed władzami carskimi. Pod wpływem haseł oświatowych rewolucji 1905 r. w placówce zwiększono nacisk na przedmioty ogólnokształcące. Wielką wagę przywiązano też do pracy samokształceniowej, która odbywać się miała za pomocą literatury oraz krótkich kursów. Szkoła w Pszczelinie może być zatem uznana za pierwszą placówkę oświatową posiadającą charakterystyczne cechy uniwersytetów ludowych.
Po rozkwicie idei tychże placówek nastąpił okres I wojny światowej, która znacznie ograniczyła działalność organizacji i instytucji oświaty niezależnej na wsi.
Największe znaczenie w dziejach polskich uniwersytetów ludowych przypisuje się okresowi dwudziestolecia międzywojennego. W owym czasie bowiem na ziemiach polskich funkcjonowała duża liczna tego typu placówek, w których realizowano setki konkretnych działań edukacyjnych mających na celu przeciwdziałanie społecznemu wykluczeniu. Realizowano zatem tak ważne hasło „Szkoły dla Życia” Grundtviga.
Do najbardziej znanych i znaczących uniwersytetów ludowych działających w okresie międzywojennym zaliczyć można m.in.:
- pierwszy Uniwersytet Ludowy otwarto w Dalkach w 1921 r., a jego pierwszym kierownikiem był ks. Antoni Jan Ludwiczak. Młodzi ludzie niemający możliwości systematycznego kształcenia się mieli w nim możliwość uzupełniania braków swojego ogólnego wykształcenia. Przewodnią ideą uniwersytetu była idea narodowa wiążąca się ściśle z ideą religijną[17]. Działał do 1939 r.[18]
- Wiejski Uniwersytet Ludowy im. W. Orkana w Szycach, otwarty w 1924 r., prowadzony do 1931 r. przez Ignacego Solarza[18] – placówka ta dążyła do przygotowania młodzieży wsi do korzystania z dorobku kulturalnego narodu oraz pragnęła rozbudzić „siły twórcze” środowiska wiejskiego[19].
- Uniwersytet Ludowy  w Zagórzu otwarty w 1926 r., których kierownikiem był również ks. Ludwiczak oraz UL w Odolanowie otwarty w 1927 r., którego kierownikiem i założycielem był Karol Krajewski – głównym zadaniem tych uniwersytetów, podobnie jak UL w Dalkach, było wychowanie Polaka–katolika zgodnie z koncepcją wychowania narodowego[19].
- Wiejski Uniwersytet Orkanowy w Gaci koło Przeworska (od 1932 r.) – gdzie swą pracę kontynuował Ignacy Solarz do 1939 r.[18][20]
- Uniwersytety Ludowe w Michałówce (od 1932 r.), w Różynie (od 1935 r.), w Małyńsku (od 1939 r.)[21]

Na uwagę zasługuje osoba Ignacego Solarza, który przez wielu uważany jest za głównego twórcę polskiego wzoru uniwersytetu ludowego. Uniwersytetu, który związany był z ruchem społeczno-wyzwoleńczym chłopów oraz który nawoływał i propagował wzmocnienie roli ludności wiejskiej w życiu państwa i narodu.
Po drugiej wojnie światowej powstał Mazurski Uniwersytet Ludowy działający w latach 1945-1950 i 1957-1960 oraz Warmiński Uniwersytet Ludowy (1946-1950).  
Najbardziej charakterystyczną cechą uniwersytetów ludowych w Polsce było (i jest nadal) opieranie się tych placówek na dobrej woli potencjalnych słuchaczy. Ludzie przychodzili i przychodzą tutaj, by zaspokoić własne potrzeby duchowe.
Inicjatywą o podobnym charakterze był Uniwersytet Ludowy w Zbroszy Dużej – nielegalnie działająca inicjatywa edukacyjna rolników w czasach PRL w latach 70. XX wieku.

### Współczesność
Funkcjonowanie współczesnych uniwersytetów ludowych opiera się z jednej strony na tradycji tych placówek, z drugiej strony odwołuje się również do współczesnego kontekstu społeczno-kulturowego. Współczesny wizerunek placówek tego rodzaju tworzony jest za pomocą odsłaniania i odkrywania tkwiących w nich potencjalnych możliwości. Według Alicji Jurgiel wizerunek uniwersytetu ludowego jako „Szkoły dla Życia” może być budowany
w oparciu o kilka bardzo istotnych zasad:
1. Uniwersytet ludowy może być elementem przestrzeni publicznej.
2. Uniwersytet ludowy może być wspólnotą zapraszającą do wzajemnego uczenia się.
3. Uniwersytet ludowy może być autentycznie ważnym miejscem na drodze całożyciowego uczenia się podmiotu[3].

Współczesne uniwersytety ludowe pełnią lokalnie bardzo ważną funkcję. Rozwijają one świadomość edukacyjną oraz obywatelską członków społeczności lokalnych.
Tomasz Maliszewski wyróżnia pod względem światopoglądowym dwa nurty w łonie polskich uniwersytetów ludowych: „nową lewicę” oraz „nową prawicę”. Ideą uniwersytetów pierwszego nurtu jest stworzenie modelu edukacji pozaformalnej w dziedzinie animacji społecznej. Ten model edukacji ma być przeznaczony dla ludzi, których nie stać na edukację formalną. Przykładem uniwersytetu realizującego ideę nurtu „nowej lewicy” jest Uniwersytet Powszechny w Teremiskach, założony w 2002 r. Odbiorcą oferty tej placówki jest młodzież wsi i małych miasteczek pragnąca przynosić korzyści społeczne dzięki swej pracy.
Uniwersytety ludowe „nowej prawicy” charakteryzują się kultywowaniem wartości płynących z polskich tradycji oraz religii katolickiej. Cechują się również propagowaniem idei: wolności, sprawiedliwości, solidarności oraz tolerancji. Jako przykład można tu podać uniwersytety ludowe organizowane przez kościół katolicki oraz niektóre uniwersytety, nad którymi pieczę sprawują organizacje społeczne.
Do zadań współczesnych uniwersytetów ludowych należą:
- kształcenie i uczenie się przez całe życie;
- kształtowanie postaw sprzyjających rozwijaniu demokratycznych form życia;
- aktywizacja społeczna;
- motywowanie i inspirowanie do pracy twórczej i udziału w życiu obywatelskim;
- inspirowanie do poszukiwania sensu życia;
- rozbudzanie intelektualne i emocjonalne człowieka;
- wspieranie rozwoju osobowości;
- kształtowanie postawy obywatelskiej;
- kształcenie myślenia;
- zachęcanie do podejmowania niezależnych decyzji;
- kształtowanie umiejętności współpracy i dialogu z innymi;
- kształtowanie wrażliwości na piękno i prawdę;
- kształcenie samodzielności;
- popularyzowanie wiejskich form spółdzielczości;
- upowszechnianie oświaty i kultury;
- kształtowanie tożsamości regionalnej i narodowej;
- rozwijanie demokracji lokalnej oraz działań na rzecz ochrony lokalnego dziedzictwa kulturowego;
- modyfikowanie sposobów i treści działań ze względu na aktualizowanie tradycji UL[26].

Podsumowując rozważania na temat dawnych i współczesnych uniwersytetów ludowych należy stwierdzić, iż główne założenia teoretyczne i idee, które im przyświecały pozostały niezmienne do dziś.

## Podstawy prawne

### Dania
Zapis z 1852 r., do rocznego budżetu państwa, określający możliwość udzielania wsparcia finansowego chłopskim wyższym szkołom ludowym.
Ustawa o uniwersytetach ludowych i szkołach rolniczych z 1892 r. gwarantowała uznanie przez ministerstwo edukacji głównych założeń programu nauczania oraz zasad obowiązujących w uniwersytetach ludowych. Po tym uznaniu uniwersytet miał prawo do państwowego finansowania kosztów prowadzenia i zarządzenia. Ustawa nakazywała również wyznaczenie pośrednika (konsultant lub osoba nadzorująca) między ministerstwem edukacji
a uniwersytetami ludowymi.
Ustawa o uniwersytetach ludowych z 1913 r. ściśle określiła, że państwowe wsparcie może być przeznaczone na:
- pensje dyrektorów i nauczycieli;
- utrzymanie budynków;
- pomoce naukowe[28].

Ustawa o uniwersytetach ludowych z 1942 r. nakazywała przejście uniwersytetów ludowych z prywatnej własności do instytucji samowłasnościowych, gdzie najwyższą władzę stanowiła wybierana rada dyrektorów, do której obowiązków należało:
- zbieranie się na regularnych posiedzeniach, zgodnie ze statutem uniwersytetu;
- podejmowanie decyzji w sprawach najważniejszych dla uniwersytetu;
- zatwierdzanie lub odrzucanie rocznego sprawozdania z działalności min. ekonomicznej;
- wybieranie członków zarządu, który mianował (w zgodzie ze statutem) dyrektora zajmującego się bieżącą działalnością i zarządzaniem uniwersytetu.

Ustawa ta również wymagała aby statut, dyrektor i program danego uniwersytetu był uznawany przez ministerstwo edukacji. Gdyż tylko instytucje posiadające takie uznanie kwalifikowały się do państwowego finansowania, które dzięki tej ustawie poszerzono. Obejmowało ono teraz pewną część podatków i opłat, koszty wynajmu lokali, odsetki od kredytów na zakup nieruchomości oraz koszty wynagrodzeń personelu pomocniczego (sekretarki, księgowego, portiera). (Egidius, 2003, s. 282–283)
Ustawa o uniwersytetach ludowych z 1970 r. zdefiniowała czym jest uniwersytet ludowy oraz jego cel, organizację i działania: Uniwersytety ludowe oferują wykształcenie ogólne dorosłym studentom. Mogą one, w ramach swej ogólnej działalności, nadawać większą rangę jednemu przedmiotowi lub grupie przedmiotów w swoim programie edukacyjnym. Uniwersytety ludowe mogą – pod pewnymi warunkami – oferować edukację dającą kompetencje zawodowe – zgodnie z zasadami określonymi przez ministra edukacji. Ustawa ta wprowadziła też wymóg ustanowienia rady składającej się z dyrektora i nauczycieli, w celu podziału obowiązków i odpowiedzialności, współpracy w rozwiązywaniu problemów i wykonywania zadań związanych z codziennym funkcjonowaniem uniwersytetu.
Ustawy o uniwersytetach ludowych z 1993 i 2002 r. włączyły uniwersytety ludowe, szkoły uzupełniające, szkoły gospodarstwa domowego i szkoły rzemiosł do jednej ustawy. Określają, że uniwersytet ludowy, aby otrzymywać środki z budżetu państwa, musi spełniać następujące warunki:
- uniwersytet musi być swoim właścicielem i posiadać status uznany przez ministerstwo edukacji;
- musi być niezależny od innych organizacji i instytucji;
- jego środki finansowe mogą być wykorzystywane tylko na cele uniwersytetu;
- ustanowieniem uniwersytetu ludowego zajmuje się rada;
- musi posiadać odpowiednie zaplecze do zakwaterowania i wyżywienia studentów, nauczycieli i dyrektora;
- musi mieć odpowiednie sale do prowadzenia zajęć i wyposażenie;
- musi być całością w sensie geograficznym i lokalowym;
- musi przestrzegać zasad wynagradzania i zatrudnienia określanych przez ministerstwo edukacji;
- musi pobierać czesne od studentów zgodnie z zasadami określonymi przez parlament.

Ustawy te po raz pierwszy określiły zasady nakładania sankcji w przypadku naruszenia prawa oraz granice odpowiedzialności zarządu i kwestie kto może a kto nie może być jego członkiem. Ustawy dają też prawo decyzji uniwersytetom w sprawie wydawania dyplomów
i certyfikatów uczestnictwa w kursach na prośbę studentów.

### Szwecja
Pierwsze decyzje państwowe dotyczące uniwersytetów ludowych 1872 r. stworzyły centralny system subwencjonowania, oraz przepisy gwarantujące sprawiedliwy podział pieniędzy pomiędzy poszczególne placówki. Następnie w 1878 r. specjalne dofinansowanie uzyskały kursy rozszerzone do dwóch lat, a w 1882 r. wsparcia finansowego zaczęto udzielać słuchaczom ze środowisk biedniejszych. We wszystkich tych przepisach podkreślano, że żadne decyzje państwowe nie mogą ograniczać wolności uniwersytetów do decydowania o własnym programie nauczania i formie organizacyjnej.
Doroczny zjazd delegatów szwedzkich uniwersytetów ludowych w 1906 r. opracował definicję uniwersytetu ludowego: „Wyższa szkoła ludowa to taka placówka, która powinna rozpowszechniać ogólną wiedzę obywatelską, przy czym znaczenie należałoby przyłożyć do wyzwalającego osobisty rozwój duchowy i dającego wielką siłę moralną nauczania w zakresie przedmiotów humanistycznych oraz przyrodniczych”.
Regulacje prawne z 1912 r. zrównały formalnie uniwersytety ludowe z publicznymi szkołami rolniczymi na podbudowie szkoły ludowej, co dało prawną możliwość podwyższania im dotacji państwowych. Powołały również centralną instancję kontrolno-inspekcyjną szwedzkich uniwersytetów ludowych. Inspektor ds. uniwersytetów ludowych uzyskał kompetencje do:
- kontroli zgodności wydatkowania funduszy państwowych z ich celami;
- składania raportów o działalności organizacyjno-dydaktycznej wyższych szkół ludowych administracji centralnej w Sztokholmie;
- wpływu na zatrudnianie i odwoływanie nauczycieli.

Nie mógł on jednak ingerować w programy nauczania, metody pracy, i plany zajęć w tych placówkach.
Przepisy prawne z 1916 r. zezwoliły na powstanie pierwszej programowo bezinternatowej wyższej szkoły ludowej, którą po dwóch latach przeniesiono do Sztokholmu.
Przepisy prawne z 1919 r. wprowadziły po raz pierwszy listę przedmiotów obowiązkowych dla uniwersytetu ludowego, dzięki czemu programy tych placówek uległy standaryzacji.
Przepisy prawne z 1927 r. dały początek regularnym, zewnętrznym, oficjalnym inspekcjom, przeprowadzanym w uniwersytetach, określającym realizację wytycznych organów państwowych.
Przepisy prawne z 1942 r. ustaliły system centralnego ustalania wynagrodzeń i jednolitego pensum dydaktycznego dla wykładowców uniwersytetów ludowych.
Regulacje prawne z lat 50 dawały możliwość wprowadzenia trzeciego roku nauki na niektórych kursach, zwiększały również zakres finansowania uniwersytetów.
Decyzja parlamentu z 1957 r. określiła uniwersytety ludowe jako alternatywną ścieżkę edukacji, która musi zachować swą odrębność w stosunku do innych typów edukacji i chronić swoją indywidualność.
Przepisy prawne z 1958 r. umożliwiły tym placówkom prowadzenie kursów krótkoterminowych w kooperacji z organizacjami społecznymi i stowarzyszeniami oświaty dorosłych.
Regulacja prawna z 1966 r. pozwalała absolwentom UL studiować niektóre przedmioty w uniwersytetach i innych szkołach wyższych. Z czasem te przepisy ewoluowały i absolwenci UL otrzymali prawo ubiegania się o indeksy, pomijając procedury rekrutacyjne dla absolwentów gimnazjów.
Reforma kształcenia akademickiego z lat 70 dała możliwość uniwersytetom ludowym, lokalizowania ciągów kształcenia oficjalnie uznawanych przez państwo za formę studiów wyższych (np. studia dla organizatorów wolnego czasu).
Rozporządzenie w sprawie uniwersytetów ludowych z 1977 r. potwierdziło, że zadaniem uniwersytetów ludowych jest promowanie ogólnego wykształcenia obywatelskiego oraz:
- podwyższanie u słuchaczy świadomości ich własnej sytuacji życiowej i rozumienia świata;
- pogłębianie i poszerzanie wrażliwości i zdolności zdobywania doświadczeń;
- rozwijanie zmysłu krytycznego, niezależności i umiejętności współpracy oraz twórczego potencjału studentów;
- wzmacnianie woli i zdolności, aby w poczuciu solidarności z innymi, brać udział w pracach i życiu społeczności.

Ponadto dawało ono prawo UL do kształtowania własnego oblicza w zgodzie z przyświecającymi mu priorytetami ideologicznymi i poznawczymi, o ile dzieje się to w zgodzie z zasadami tolerancji i szacunku dla odmiennych poglądów oraz jeśli kształcenie odbywa się w sposób obiektywny. Uniwersytety ludowe nabyły również uprawnienia do prowadzenia szkoleń zawodowych, lecz tylko tych, których nie organizują szkoły innych typów oraz pod warunkiem, że są one zgodne z ogólnymi celami edukacyjnymi państwa.
Przepisy prawne z 1968 r. umożliwiły dostęp do tych placówek młodzieży niepełnosprawnej.
Rozporządzenie w sprawie dotacji rządowych dla nieformalnej oświaty dorosłych z 1991 r. określa, że o przyznaniu rządowego wsparcia finansowego decyduje Rada ds. Oświaty Dorosłych. Głównymi celami dotacji rządowych są:
- umożliwienie ludziom kształtowania własnej sytuacji życiowej;
- popieranie ich aktywnego uczestnictwa w życiu społeczeństwa;
- wyrównanie luk w zakresie edukacji;
- działania skierowane do grup upośledzonych pod względem edukacyjnym, kulturalnym lub społecznym;
- podwyższanie poziomu wykształcenia społeczeństwa.

Jeśli zaś chodzi o uzyskanie środków publicznych, UL musi spełniać następujące warunki:
- powinien posiadać radę zarządzającą, która może zarządzać tylko jedną taką placówką;
- formy i metody nauczania muszą się wyraźnie różnić od stosowanych w szkołach publicznych czy uniwersytetach;
- kursy ogólnokształcące powinny stanowić przynajmniej 15% ogółu zajęć i muszą być przeznaczone w pierwszej kolejności dla osób, które nie ukończyły szkoły podstawowej lub średniej;
- kurs ogólnokształcący, który daje kwalifikacje takie jak w szkole publicznej musi być przeznaczony dla co najmniej 18 letnich osób;
- kształcenie musi być bezpłatne, a dotacje rządowe nie mogą być wykorzystywane dla celów działalności nastawionej na osiągnięcie zysków[38].

Przepisy prawne z 2003/2004 r. Narodowa Rada Edukacyjna zrównała definitywnie formy kształcenia w szkole średniej z edukacją w uniwersytetach ludowych – czyniąc je równoważnymi i podlegającymi jednolitym przepisom oświatowym. Od tej pory nie ma formalnej różnicy czy młody Szwed kończy szkołę średnią dzienną (gymnasieskolan), czy w wieczorową szkołę komunalną (komvux) czy uniwersytet ludowy (przynajmniej ciąg dwuletni).
Nowelizacja prawa o szkolnictwie wyższym przeprowadzonego z 1996 r. umożliwiła szerszą współpracę uniwersytetów ludowych z uczelniami wyższymi. Doprowadziło to do ustanowienia wielu cykli kształcenia, które przyjmują charakter oferty z zakresu szkolnictwa wyższego a lokowane są w uniwersytetach ludowych.

### Niemcy
Ustawy federalne regulują sprawy dotyczące:
- pozaszkolnej oświaty zawodowej;
- rozwoju ogólnych podstaw akademickiej oświaty dorosłych;
- badań nad efektywnością edukacji dorosłych.

Są to między innymi:
- Ustawa o promocji pracy;
- Ustawa o ustroju zakładów pracy;
- Ustawa o kształceniu zawodowym;
- Federalna ustawa o promocji kształcenia;
- Ustawa ramowa o szkołach wyższych;
- Ustawa o ochronie kształcenia na odległość;
- Ustawy o urzędnikach[41].

Ustawy krajowe określają prawo organizatorów edukacji dorosłych do decydowania w sprawach programowych i ich niezależność przy wyborze kierownictwa oraz pracowników. Regulują również warunki po spełnieniu, których mogą ubiegać się o finansowe wsparcie państwa:
- placówki podlegające pod inne podmioty działające również na innych obszarach muszą być wyodrębnione pod względem organizacyjnym oraz finansowo-księgowym spośród pozostałych instytucji;
- oferta edukacyjna musi być ogólnie dostępna;
- Treści edukacyjne, wyniki pracy i dokumenty finansowe muszą być udostępniane do wglądu organom powołanym przez rząd krajowy;
- pracownicy pedagogiczni muszą mieć określone kwalifikacje;
- miejscem działalności placówki powinien być obszar danego kraju, lub instytucja powinna mieć siedzibę na jego terytorium;
- placówka ma obowiązek wykazywać się treścią i zakresem oferty edukacyjnej oraz posiadać plan pracy na dany okres;
- nie może realizować celów komercyjnych;
- nie może być prowadzona przez zakłady rzemieślnicze lub w oparciu o działalność rzemieślniczą;
- nie może ograniczać swojej działalności do wąskiej specjalizacji;
- nie mogą prowadzić kształcenia dla własnych wewnętrznych potrzeb.

Ustawy te określają również, że głównym celem edukacji dorosłych jest wspomaganie zdolności jednostki do samostanowienia o sobie oraz podejmowania samodzielnych decyzji
i ocen. Natomiast podstawowym zadaniem jest polepszenie indywidualnej sytuacji człowieka we wszystkich sferach jego aktywności życiowej, przy czym ma ono służyć dobru ogólnemu, jakim jest wolne i demokratyczne społeczeństwo w państwie prawa.

### Polska
Ustawa o systemie oświaty z dnia 1996 r. w poszczególnych artykułach określa funkcjonowanie edukacji ustawicznej w Polsce.
- Art. 1 punkt 8 mówi, że system oświaty zapewnia możliwość uzupełnienia przez osoby dorosłe wykształcenia ogólnego, zdobywania lub zmiany kwalifikacji zawodowych i specjalistycznych.
- Art. 2 punkt 3a wymienia wśród placówek systemu oświaty placówki kształcenia ustawicznego i placówki kształcenia praktycznego, umożliwiające uzyskanie i uzupełnienie wiedzy ogólnej, umiejętności i kwalifikacji zawodowych.
- Art. 68a, b i c określa:
  - cel kształcenia ustawicznego jako rozwój osobowości oraz zdobywania wiedzy, kształtowania umiejętności i rozwoju uzdolnień w powiązaniu z wymogami rynku pracy;
  - system kształcenia ustawicznego obejmujący kształcenie, dokształcanie i doskonalenie w formach szkolnych i pozaszkolnych;
  - możliwość realizacji kształcenia, dokształcania i doskonalenia w systemie dziennym, wieczorowym, zaocznym, kształcenia na odległość, eksternistycznym lub mieszanym;
  - wyłączenie spod regulacji ustawy ośrodków doskonalenia zawodowego i innych placówek kształcenia ustawicznego dorosłych, prowadzonych na podstawie odrębnych przepisów;
  - upoważnienie dla stowarzyszeń naukowo-technicznych i zawodowych do nadawania stopni specjalizacji zawodowej i określania warunków ich dobywania[42].

Rozporządzenie Ministra Edukacji Narodowej z 1992 r. w sprawie centrum kształcenia ustawicznego daje możliwość zakładania centrów kształcenia ustawicznego stanowiących zespoły szkół dla dorosłych ze statutową możliwością kształcenia w formach pozaszkolnych.
Rozporządzenie Ministra Edukacji Narodowej z 1993 r. w sprawie rodzajów, organizacji i zasad działania publicznych placówek oświatowych daje możliwość kształcenia dorosłych w formach pozaszkolnych, centrom kształcenia praktycznego, pełniących funkcję warsztatów międzyszkolnych dla szkół zawodowych.
Rozporządzenie Ministra Edukacji Narodowej z 2002 r. w sprawie podziału części oświatowej subwencji ogólnej dla jednostek samorządu terytorialnego w roku 2003 określa, że publiczne placówki kształcenia ustawicznego utrzymywane są przez jednostki samorządu terytorialnego.
Rozporządzenie Ministra Edukacji Narodowej z 1992 r. w sprawie szczegółowych zasad ustalania wysokości i udzielania dotacji niepublicznym szkołom oraz placówkom oświatowo-wychowawczym, opiekuńczym i resocjalizacyjnym określa, że niepubliczne placówki kształcenia ustawicznego i niepubliczne placówki kształcące dorosłych utrzymują się ze środków własnych oraz z dotacji państwowych, przyznawanych zgodnie z tym rozporządzeniem.

## Struktura
Uniwersytety ludowe to placówki pozaszkolne, autonomiczne i samorządowe. Uniwersytety działają na podstawie statutu i regulaminów wewnętrznych. Statut nadaje placówce instytucja patronacka, czyli podmiot prowadzący dany uniwersytet ludowy. Wewnętrzny nadzór pedagogiczny nad uniwersytetami ludowymi sprawuje dyrektor oraz Rada Programowa, natomiast nadzór zewnętrzny (w Polsce) sprawuje Starosta Powiatowy oraz Kuratorium Oświaty.
Należy pamiętać, że podana niżej struktura uniwersytetu ludowego jest strukturą hipotetyczną i tylko jedną z możliwych wizji, opracowaną na potrzeby projektu „Szkoła dla Życia”.

### Dokumentacja
Do podstawowych dokumentów, jakie posiada UL należą:
1. statut;
2. plan rocznej działalności dydaktyczno – wychowawczej i organizacyjnej;
3. plany i programy zajęć obowiązkowych oraz nadobowiązkowych;
4. dzienniki lekcyjne;
5. protokoły posiedzeń Rady Pedagogicznej[47].

### Rektor – dyrektor
Głównym zadaniem dyrektora UL jest kierowanie całokształtem pracy placówki, przy czym musi on uwzględniać wskazówki Rady Programowej i kierować się uchwałami Rady Pedagogicznej oraz samorządu słuchaczy. Dyrektor UL czuwa nad wszystkimi sprawami organizacyjnymi, programowymi i pedagogicznymi oraz odpowiada za działalność administracyjno – finansową i gospodarczą placówki. Poza tym do zadań i kompetencji dyrektora należą:
- stała troska o poziom dydaktyczny i wychowawczy placówki;
- zapewnienie realizacji zadań statutowych i ich ciągłość;
- stwarzanie i dbanie o właściwą atmosferę domu UL;
- inicjowanie współpracy ze środowiskiem[47].

### Rada programowa
Rada Programowa powoływana jest przez instytucję będącą właścicielem UL, czyli instytucję formalnie prowadzącą uniwersytet. Najczęściej instytucją taką jest stowarzyszenie bądź fundacja. Rada Programowa sprawuje nadzór nad całokształtem działalność UL. Do jej kompetencji należy również:
- powoływanie oraz odwoływanie rektora – dyrektora oraz coroczne udzielanie mu absolutorium oraz
- zatwierdzanie programów i planów[47].

### Rada pedagogiczna
W skład Rady Pedagogicznej wchodzą wszyscy nauczyciele – wychowawcy zatrudnieni na etacie bądź dorywczo, dyrektor oraz przewodniczący rady słuchaczy. Przewodniczącym Rady Pedagogicznej jest dyrektor bądź osoba wybrana w głosowaniu tajnym spośród członków rady. Do głównych zadań Rady Pedagogicznej należy programowanie całokształtu pracy dydaktyczno – wychowawczej placówki.

### Nauczyciele
Oficjalny tytuł w uniwersytecie ludowym to „nauczyciel – wychowawca”. Zostaje on zatrudniony w UL po uprzedniej pozytywnej decyzji całej Rady Pedagogicznej. Funkcję nauczyciela może spełniać nie tylko nauczyciel zawodowy, ale również osoba o wysokich kwalifikacjach merytorycznych nie posiadająca kwalifikacji formalnych (np. twórcy, eksperci w danych dziedzinach itp.). Do obowiązków nauczyciela w uniwersytecie ludowym należą:
- kształcenie i wychowywanie słuchaczy oraz
- pełnienie tzw. dyżurów wychowawczych.

Nauczyciele mają również prawo składania wniosków i ubiegania się o fundusze na realizację projektów.

### Słuchacze
Słuchaczem UL-u może być każdy (dorosły) bez względu na wiek, posiadane wykształcenie czy status społeczny. Warunkiem bycia słuchaczem danego uniwersytetu jest akceptacja ram funkcjonowania placówki. Adresatem szkoły są:
- osoby dorosłe, pragnące się uczyć oraz rozwijać zainteresowania;
- osoby dorosłe, pragnące doskonalić swoje kompetencje zawodowe oraz
- osoby wymagające wsparcia i szukające swojego miejsca w życiu, które na skutek różnych czynników i nie z własnego wyboru zostały wykluczone ze świata społecznego[45].

Słuchacze są zobowiązani do udziału w zajęciach programowych oraz do udziału we wszelkich pracach na rzecz placówki i środowiska. Głównie osoby te są uczestnikami kursów długich – kilkumiesięcznych, ale czasem zdarzają się osoby biorące udział w pozostałych formach i kursach krótkich – kilkudniowych. W uniwersytetach ludowych organizowane są Samorządy Słuchaczy, które mają między innymi prawo do wydawania uchwał.

### Internat
Internat jest częścią mieszkalną uniwersytetu ludowego, z której korzystają zarówno słuchacze, jak i nauczyciele. W internacie często odbywają się wieczorno – nocne dysputy. Jest to miejsce, gdzie poznają się słuchacze. Tutaj bowiem uczą się, przygotowują do zajęć oraz wymieniają doświadczeniami.
Internat przez dziesięciolecia był jedną z cech charakterystycznych dla uniwersytetu ludowego. Niestety współcześnie wiele UL-ów nie posiada internatu, ponieważ jego utrzymanie to ogromne koszty, a także brakuje chętnych do zamieszkiwania w nim. Ludzie bowiem coraz częściej i chętniej korzystają z kursów krótkich. Nawet te uniwersytety, które posiadają współcześnie bazę noclegową, wykorzystują swój internat dla organizacji kursów krótszych np. 3-4 dniowych czy weekendowych.

## System dydaktyczny

### Cele kształcenia (hipotetycznie możliwe)
- wzmacnianie przekonania jednostki, że jest ona w stanie sama kształtować swoje życie, jest zdolna ponosić za nie odpowiedzialność;
- tworzenie przestrzeni dla ujawniania własnych poglądów, myśli oraz dawanie szansy modyfikowania swojej wiedzy osobistej w oparciu o nową wiedzę i doświadczenie, których słuchacze poszukują;
- dawanie szansy na wszechstronny rozwój człowieka, pobudzanie rozwoju sfery poznawczej, emocjonalnej i społecznej;
- kształcenie i uczenie się przez całe życie;
- kształtowanie postaw sprzyjających rozwijaniu demokratycznych form życia;
- ktywizowanie do działalności społecznej;
- motywowanie i inspirowanie do pogłębionego życia wewnętrznego, poszukiwania sensu życia, pracy twórczej i udziału w życiu obywatelskim;
- rozbudzanie intelektualne i emocjonalne człowieka;
- wspieranie rozwoju osobowości;
- kształtowanie postawy obywatelskiej;
- kształcenie myślenia, zachęcanie do podejmowania decyzji i działania w sposób niezależny;
- kształtowania dialogu i współdziałania z innymi ludźmi;
- kształcenie samodzielności myślowej słuchaczy;
- kreowanie idei współpracy i współdziałania;
- opularyzowanie wiejskich form spółdzielczości;
- upowszechnianie oświaty, kultury, dokonań naukowych oraz społecznych;
- kształtowanie tożsamości regionalnej i narodowej;
- rozwijanie demokracji lokalnej;
- działania na rzecz ochrony lokalnego dziedzictwa kulturowego;
- modyfikowanie sposobów i treści działań ze względu na aktualizowanie tradycji Uniwersytetów Ludowych;
- kształtowanie kompetencji do tworzenia relacji międzyludzkich charakteryzujących się demokratycznymi wartościami, współpracą i zdolnością rozwiązywania konfliktów;
- kształtowanie kompetencji do aktywnego działania w życiu publicznym jako czynnym uczestnictwie w życiu społecznym;
- kształtowanie kompetencji do krytycznego myślenia;
- kształtowania kompetencji do uczenia się w przekonaniu, że jest to aktywność podejmowana w ciągu całego życia, dająca możliwość realizowania coraz to bogatszych zadań i ról, w tym doskonalenia umiejętności zawodowych[49].

### Program kształcenia
- programowe zachowanie proporcji między rozwijaniem wiedzy i umiejętności a wychowaniem/kształtowaniem postaw;
- tradycyjnie w uniwersytecie ludowym programy zawierały zawsze:
  - zagadnienia z nauk humanistycznych (historia, literatura, wiedza o kulturze, etnografia);
  - zagadnienia z nauk przyrodniczych (nauka o Ziemi, nauka o człowieku, rolnictwo, środowisko, geografia);
  - zagadnienia z nauk ekonomiczno-prawnych (ekonomika rolna, spółdzielczość, stowarzyszenia i inne formy organizacji dla wsi i rolnictwa);
  - przedmioty artystyczne (muzyka i śpiew, teatr, taniec, plastyka, malarstwo, rzeźba);
  - nauka języków obcych;
- kształtowanie samodyscypliny i odpowiedzialności;
- budowanie poczucia własnej wartości i godności oraz przysposabianie do zachowań demokratycznych;
- pomoc w zrozumieniu problemów współczesności i interpretowaniu doświadczeń historycznych;
- brak wszelkiego rodzaju egzaminów[50].

### Zasady kształcenia
- wolność nauczania i uczenia się;
- zorientowanie działalności na słuchaczu, czyli jego potrzeby i zainteresowania, wytyczają kierunki działania oraz sposoby realizacji celów;
- tolerancja dla wszystkich i każdego z osobna przy poszanowaniu dla wartości i zasad;
- samodyscyplina w życiu codziennym, w każdej chwili;
- odpowiedzialność za siebie i otoczenie;
- nieobojętność wobec zła, niesprawiedliwości, łamania zasad demokracji;
- dbałość o dobro jednostkowe oraz wspólne;
- zachowanie właściwych proporcji pomiędzy rozwojem intelektualnym a społecznym i emocjonalnym, wiedzą i wychowaniem;
- utrzymanie siedziby uniwersytetu ludowego jako „domu rodziny UL-owskiej”;
- budowanie specyficznej wspólnoty „rodziny UL-owskiej”, którą tworzą słuchacze, wychowawcy-nauczyciele, pozostali pracownicy oraz osoby zaprzyjaźnione;
- budowanie wzajemnego zaufania w „rodzinie UL-owskiej” przez kształtowanie więzi społecznych, podzielanie wartości, jedność słów i czynów, przyjaźń i szacunek, uczestniczenie w różnych formach współpracy oraz wzajemną odpowiedzialność za charakter spotkań;
- praca w atmosferze partnerstwa, współdziałania i twórczych poszukiwań;
- zachowanie zasad demokracji;
- współtworzenie klimatu domu;
- współżycie społeczne oraz współpraca jako organizacja zajęć;
- stwarzanie poczucia bezpieczeństwa, jako punkt wyjścia do realizacji programów edukacyjnych;
- szacunek dla wszystkich uczestników zajęć[51].

### Metody kształcenia
- wykład „Ul-owski” – żywe słowo podstawą;
- partnerstwo na linii wychowawca-wychowanek/wykładowca-uczestnik;
- zajęcia – imprezy organizowane przez słuchaczy dla słuchaczy oraz środowiska, z wykorzystaniem inscenizacji, śpiewu, tańca, muzyki, recytacji;
- praca słuchacza – podział zadań w rodzinie na rzecz domu: praca w kuchni, prace porządkowe w internacie, wokół budynków, w ogrodzie;
- samoorganizacja imprez wieczornych poświęconych np. kulturze, historii, tradycji, literaturze;
- dyskusje, rozmowy;
- praca w projektach;
- samokształcenie;
- metody integrujące i zbliżające ludzi do siebie;
- metody wychowujące do samorządności i samokształcenia, rozwijające osobowość i swobodną twórczość każdego indywidualnego słuchacza;
- atmosfera współdziałania i partnerstwa, twórczych poszukiwań i rozwiązania problemów[52];
- samorządność wychowanków – bardzo ważne;
- wspólny pobyt przy wspólnym stole.

## Uniwersytety ludowe w powojennej Polsce

### Nieistniejące
- Uniwersytet Ludowy w Gaci (1946–1968)[18][53];
- Teatralny Uniwersytet Ludowy w Brusie (1945-1948);
- Uniwersytet Ludowy w Zbroszy Dużej (1979–1990).

### Istniejące
Obecnie do Ogólnopolskiej Sieci Uniwersytetów Ludowych należą m.in.
- Bieszczadzki Uniwersytet Ludowy;
- Dobrzyński Uniwersytet Ludowy;
- Ekologiczny Uniwersytet Ludowy w Grzybowie[55][56][57];
- Karpacki Uniwersytet Ludowy;
- Kaszubski Uniwersytet Ludowy w Wieżycy;
- Koszaliński Uniwersytet Ludowy w Iwęcinie;
- Leśny Uniwersytet Ludowy w Złotowie;
- Lubuski Uniwersytet Ludowy w Gorzowie Wlkp.;
- Ludowy Uniwersytet Naturoterapii Aktywnej;
- Rzeczny Uniwersytet Ludowy w Cigacicach[58][59];
- Uniwersytet Ludowy Kultury Fizycznej w Borzysławiu;
- Uniwersytet Ludowy Rzemiosła Artystycznego w Woli Sękowej;
- Uniwersytet Ludowy Twórczych Inicjatyw;
- Uniwersytet Ludowy w Adamowie;
- Uniwersytet Ludowy w Radawnicy;
- Zachodniopomorski Uniwersytet Ludowy.